# Negrádes
Negrádes, en grec moderne : Νεγράδες, est un village du dème de Pogóni, district régional d'Ioánnina, en Épire, Grèce.
Selon le recensement de 2011, la population du village compte 68 habitants.